# Saint-Éloi-de-Fourques
Saint-Éloi-de-Fourques é uma comuna francesa na região administrativa da Normandia, no departamento de Eure. Estende-se por uma área de 7,2 km². Em 2010 a comuna tinha 545 habitantes (densidade: 75,7 hab./km²).